# Somatogyrus tennesseensis
The opaque pebblesnail, danh pháp khoa học Somatogyrus tennesseensis, là một loài ốc nước ngọt từ rất nhỏ đến nhỏ có nắp, là động vật thân mềm chân bụng sống dưới nước thuộc họ Hydrobiidae. Đây là loài đặc hữu của Hoa Kỳ. Môi trường sống tự nhiên của chúng là sông ngòi.